# Mýrin (album)
Mýrin er et soundtrack af Mugison fra 2006.

## Track listing
1. "Til eru fræ"
2. "Sveitin milli sanda"
3. "Bíum bíum bambaló"
4. "Erlendur"
5. "Ellidi"
6. "Á Sprengisandi"
7. "Fyrir átta árum"
8. "Áfram veginn – Nikka"
9. "Áfram veginn"
10. "Halabalúbbúlúbbúlei"
11. "Malakoff"
12. "Bí bí og blaka I"
13. "Myrra"
14. "Kirkjuhvoll"
15. "Bí bí og blaka II"
16. "Dagny"
17. "Heyr, Ó Gud raust mína"
18. "Lyrik"
19. "Nú hnígur sól"
20. "Sofdu unga ástin mín"
21. "Ódur til Hildigunnar"
22. "Svefnfræ"
23. "Fræsvefn"
24. "Svefnfræ, söngur"
25. "Nú legg ég augun aftur"

## Personel
- Mugison – Vokal, instrumenter, tekst, produktion og arrangementer.